# Cerro Pátapo
Les ruines de Cerro Pátapo ou « ruines Huari du nord » sont les vestiges d'une ville préhispanique entière, située près du village de Posope, dans le district de Pátapo, à 25 km à l'est de Chiclayo, capitale de la province éponyme du département de Lambayeque au nord du Pérou.
Les ruines constituées de murs, de chemins pavés et de cimetières sont principalement de la culture Huari, qui a prospéré de 500 apr. J.-C. à 1200 apr. J.-C. dans cette région côtière et atteint les hautes terres. Ces ruines du nord du territoire des Huari se distinguent de celles de la région d'Ayacucho à 500 km au sud-est.
La découverte de cette cité précolombienne a été annoncée le 16 décembre 2008 par l'archéologue en chef, Cesar Soriano. Ces ruines sont la première preuve de l'influence Huari trouvée dans le nord du Pérou. Par leur qualité et leur étendue, elles montrent qu'il s'agissait d'un site important.
Les Huari étaient connus pour avoir construit un réseau de routes sur un vaste territoire. Les chercheurs estiment que son architecture complexe et caractéristique, ses monuments et ses infrastructures routières, sont la preuve qu'il s'agissait d'un véritable empire qui régnait sur certaines parties de la cordillère des Andes, principalement dans le centre-sud du Pérou et dont cette cité faisait partie.
Le site est remarquablement bien conservé en raison du climat désertique sec. Parmi les artéfacts se trouvent des éclats de poterie, des morceaux de textile, des preuves de sacrifices humains et un tas d'os au pied d'une falaise. Les restes bien conservés d'une jeune femme ont aussi été retrouvés,.
Ces ruines ont aussi révélées la présence des cultures Chimú, Lambayeque et Moche. Elles devraient aider les chercheurs à combler le manque de connaissances sur l'Amérique du Sud précolombienne.